# Ernst Axel Knauf
Ernst Axel Knauf (* 6. August 1953 in Düsseldorf) ist ein deutscher evangelischer Alttestamentler.

## Leben
Nach eigenen Angaben kam Ernst Axel Knauf mit der Bibel erst im Theologiestudium in Berührung: „Als Student der Theologie, da habe ich mir die erste Bibel angeschafft, und zwar die hebräische. So habe ich auch die Sprache gelernt. Im Bücherregal meiner Eltern standen Shakespeare und Goethe, aber keine Bibel.“ Er studierte Theologie in Wuppertal und Tübingen. Von 1977 bis 1982 war er Assistent von Herbert Donner, zunächst in Tübingen, dann in Kiel. Dort promovierte er 1982.
Anschließend arbeitete Knauf bis 1985 als Wissenschaftlicher Assistent des Deutschen Evangelischen Instituts für Altertumswissenschaft des Heiligen Landes in Amman. Sein erster Lehrauftrag war 1985–1987 als Assistant Professor for Semitic Epigraphy and Head of Department am Institut für Archäologie und Anthropologie der Yarmouk University in Irbid (Jordanien).
1987 wurde er in Heidelberg habilitiert. Er war in den Folgejahren Privatdozent für Altes Testament und Biblische Landes- und Altertumskunde an der Universität Heidelberg. 1993 bis 1996 unterrichtete er semitische Philologie und biblische Exegese an der Universität Genf. 1999 bis 2000 war er Visiting Professor für Vorderasiatische Archäologie in Jena. 2002 bis 2003 nahm er teil an der Jerusalem Research Group Greeks, Romans, Jews and Others in the Near East from Alexander to Muhammad: A Civilization of Epigraphy der Hebräischen Universität.
Von 1997 bis zu seiner Emeritierung 2018 lehrte er als Professor für Altes Testament und Biblische Umwelt an der Universität Bern.

## Lehre
Ernst Axel Knauf untersucht die Konzeption, Produktion und Rezeption religiöser Literatur Israels während der Perserzeit (Ende des Babylonischen Exils).
Er erforscht den geografischen Raum Israel/Palästina in vorislamischer Zeit in Bezug auf die politische Geschichte, die Sprach-, Wirtschafts-, Sozial-, Kultur- und Religionsgeschichte. Ein Schwerpunkt ist dabei die Beziehung zwischen der Region und (Nord-)Arabien.

## Werke (in Auswahl)
- Ismael. Untersuchungen zur Geschichte Palästinas und Nordarabiens im l. Jahrtausend v. Chr. (= Abhandlungen des Deutschen Palästina-Vereins), Wiesbaden 1985 (2., erw. Aufl. 1989).
- Midian. Untersuchungen zur Geschichte Palästinas und Nordarabiens am Ende des 2. Jahrtausends v. Chr. (= Abhandlungen des Deutschen Palästina-Vereins). Wiesbaden 1988.
- Die Umwelt des Alten Testaments (= Neuer Stuttgarter Kommentar AT, Bd. 29). Stuttgart 1994 (2. Aufl.1998; 3. Aufl. 2003), ISBN 978-3-460-07291-6.
- Josua (= Zürcher Bibel-Kommentar. Altes Testament. Band 6). Zürich 2008, ISBN 978-3-290-17456-9.
- Josua und Richter. In: Matthias Krieg, Konrad Schmid (Hrsg.): Erklärt – der Kommentar zur Zürcher Bibel. Bd. 1, Zürich 2010.
- 1. Könige 1–14 (= Herders Theologischer Kommentar zum Alten Testament). Freiburg im Breisgau 2016, ISBN 978-3-451-26814-4 (Einleitung online; PDF; 2,2 MB).
- Richter (= Zürcher Bibel-Kommentar. Altes Testament. Band 7), Zürich 2016, ISBN 978-3-290-14756-3.
- Auditur et altera pars. Zur Logik der Pentateuch-Redaktion. In: Bibel und Kirche. 3/1998, S. 118–126.
- zusammen mit Hermann Michael Niemann Geschichte Israels und Judas im Altertum. De Gruyter, Berlin / Boston 2021, ISBN 978-3-11-014543-4.